# Цибулі
Цибулі́ — село в Україні, у Терешківській сільській громаді Полтавського району Полтавської області. Населення становить 66 осіб. До 2017 орган місцевого самоврядування — Микільська сільська рада.

## Географія
Село Цибулі знаходиться на лівому березі безіменної річечки, яка через 5 км впадає в річку Ворскла, нижче за течією примикає село Мале Микільське, на протилежному березі — село Микільське. Село оточене лісовим масивом (сосна).

## Історія
- 12 червня 2020 року, відповідно до розпорядження Кабінету Міністрів України № 721-р «Про визначення адміністративних центрів та затвердження територій територіальних громад Полтавської області», село увійшло до складу Терешківської сільської громади[1].
- 19 липня 2020 року, в результаті адміністративно — територіальної реформи та ліквідації Полтавського району(1925—2020), село увійшло до складу новоутвореного Полтавського району[2].

## Населення

### Мова
Розподіл населення за рідною мовою за даними перепису 2001 року:
| Мова       | Кількість | Відсоток |
| ---------- | --------- | -------- |
| українська | 61        | 92.42%   |
| вірменська | 3         | 4.55%    |
| російська  | 2         | 3.03%    |
| Усього     | 66        | 100%     |